# Neal Purvis i Robert Wade
Neal Purvis (ur. 9 września 1961 w Anglii) i Robert Wade (ur. 30 listopada 1962 w San Diego lub Penarth) – brytyjscy scenarzyści i producenci filmowi, znani ze wspólnego opracowania scenariuszy do siedmiu filmów o Jamesie Bondzie, od Świat to za mało z 1999 roku do Nie czas umierać z 2021 roku.

## Życiorys
Ojciec Purvisa był fotografem, a jako nastolatek Purvis należał do klubu filmowego, który skupiał się na kinie lat 40. Wade do 11 roku życia mieszkał w Penarth.
Poznali się podczas studiów na University of Kent, kiedy zostali przydzieleni do pokoju jako współlokatorzy. Purvis studiował fotografię, a Wade film. Podczas studiów grali razem w zespole rockowym. Purvis opuścił Kent i studiował na Polytechnic of Central London (dziś University of Westminster). Wade ukończył Kent i przeniósł się do Londynu, gdzie później dołączył do niego Purvis.

## Kariera
Barbara Broccoli, producentka filmów o Jamesie Bondzie, zatrudniła Wade’a i Purvisa do napisania scenariusza do filmu o Bondzie, ponieważ widziała ich film Plunkett & Macleane (1999) i spodobało jej się to, że był „mroczny, dowcipny i pomysłowy”. Stworzyli nowelę, na podstawie swojego pierwszego scenariusza do Bonda (The World Is Not Enough) we współpracy z Raymondem Bensonem. Wade i Purvis napisali również scenariusz spin-offu Bonda z udziałem postaci Jinx (Halle Berry) z Die Another Day, który został przedstawiony reżyserowi Stephenowi Frearsowi, ale MGM anulowało pomysł z powodu problemów z budżetem i „różnic twórczych”.
Ich parodia Bonda z 2003 roku, Johnny English, otrzymała ogólnie nieprzychylne recenzje krytyków, uzyskując ocenę 33% według agregatora Rotten Tomatoes. Film zarobił jednak 160,5 miliona dolarów, powstał więc sequel, Johnny English Reaktywacja, oparty na ich postaciach, ale napisany przez Hamisha McColla (2011).
W 2004 roku Purvis i Wade napisali i wyprodukowali film Return to Sender. Pierwotny scenariusz napisali podczas prowadzenia badań do ich pierwszego filmu, 14 lat wcześniej.
W 2005 byli współautorami filmu biograficznego Stoned o ostatnich dniach życia współzałożyciela The Rolling Stones, Briana Jonesa.
Kiedy Daniel Craig został obsadzony w roli nowego Bonda, Wade opisał w jaki sposób podejdą oni do pisania scenariusza: „Kiedy masz aktora, wykorzystujesz jego mocne strony... On ma w sobie tę wielką twardość, ale nie jest to twardość bezmyślna. Myślę, że w tym kierunku będą musiały zmierzać filmy”. Ich pierwszy film z Craigiem jako Bond, Casino Royale, został nominowany do nagrody BAFTA za najlepszy scenariusz adaptowany. Kolejny film, Quantum of Solace, który nie był oparty na żadnej pracy Iana Fleminga, został skrytykowany, ponieważ „patrząc na poprzednika, jest on wielkim rozczarowaniem”. Scenariusz do Skyfall, który współtworzyli z Johnem Loganem, został opisany przez Franka DiGiacomo z Movieline jako „bardzo sprytny” za to, że Bond przeżywa kryzys wieku średniego. W 2012 roku ogłoszono, że Wade i Purvis nie będą zaangażowani w 24. film o Bondzie, który zostanie napisany tylko przez Logana. 27 czerwca 2014 roku ogłoszono jednak, że zostali sprowadzeni do dopracowania scenariusza. 10 marca 2017 roku poinformowano, że zwrócono się do nich z propozycją napisania scenariusza do filmu Nie czas umierać. W lipcu 2017 roku początkowo poinformowano, że napiszą scenariusz, ale w maju 2018 roku EON ogłosiło, że reżyser Danny Boyle pracuje nad scenariuszem ze swoim stałym współpracownikiem, Johnem Hodge’em. We wrześniu 2018 roku, po odejściu Boyle’a z projektu, Purvis i Wade zostali ponownie zatrudnieni do napisania scenariusza na nowo.

## Filmografia
Opracowano na podstawie materiału źródłowego
- Let Him Have It (1991)
- Władcy marionetek (1994) (nie uwzględnieni w napisach)
- Amerykański wilkołak w Paryżu (1997) (nie uwzględnieni w napisach)
- Plunkett & Macleane (1999)
- Świat to za mało (1999)
- Śmierć nadejdzie jutro (2002)
- Johnny English (2003)
- Return to Sender (2004)
- Stoned (2005)
- Casino Royale (2006)
- Quantum of Solace (2008)
- Skyfall (2012)
- Spectre (2015)
- Nie czas umierać (2021)

## Nagrody i nominacje
| Rok  | Nagroda                               | Kategoria                                       | Wynik     | Źródło              |
| ---- | ------------------------------------- | ----------------------------------------------- | --------- | ------------------- |
| 2007 | Nagroda Saturn                        | Najlepszy scenariusz (Casino Royale)            | Nominacja | [ 29 ] [ 30 ]       |
| 2007 | Nagroda Edgar                         | Najlepszy scenariusz (Casino Royale)            | Nominacja | [ 29 ] [ 30 ]       |
| 2007 | Nagroda Brytyjskiej Akademii Filmowej | Najlepszy film brytyjski (Casino Royale)        | Nominacja | [ 29 ] [ 30 ]       |
| 2007 | Nagroda Brytyjskiej Akademii Filmowej | Najlepszy scenariusz adaptowany (Casino Royale) | Nominacja | [ 29 ] [ 30 ]       |
| 2013 | Nagroda Brytyjskiej Akademii Filmowej | Najlepszy film brytyjski (Skyfall)              | Wygrana   | [ 7 ] [ 29 ] [ 30 ] |